# Ercole e Onfale (Pittoni)
Ercole e Onfale è un dipinto su tela di Giambattista Pittoni, realizzato tra il 1723-1726, presente nella collezione della Galleria nazionale d'arte antica di palazzo Corsini a Palazzo Corsini, Accademia Nazionale dei Lincei a Roma.

## Descrizione
L'opera richiama sia lo stile che la figura dell'Onfale di Pardo a Parigi. Mentre richiama il S. Tomaso di San Stae a Venezia la figura del nudo di Ercole. Tutte e tre le figure hanno su sfondo scuro una forte illuminazione del tutto simile.
Il piccolo Amore che muove le mani ed è bendato, richiama anche esso l'Onfale di Pardo parigino, così come il modello di figura femminile con la particolare acconciatura con riccioli ricadenti sulle spalle e perla sulla fronte che evidenziano i profondi occhi scuri.